# Prosa galiziana medievale

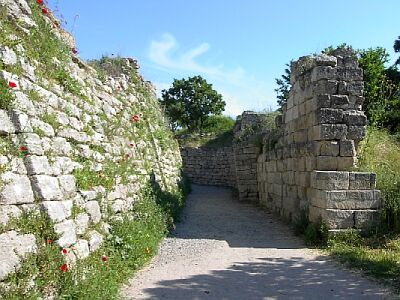
Il Ciclo troiano diede origine a due libri galiziani del XIV secolo. Nella foto le mura di Troia

La prosa galiziana medievale, o altrimenti detta prosa galiziano-portoghese medievale, è il nome dato alla letteratura prodotta durante il Medioevo in lingua romanza parlata nella Spagna occidentale.
Il fulgore del lirismo trobadorico fece sì che nel corso del tempo la prosa venisse ad essere considerata, anche secondo il parere di alcuni studiosi di oggi, una vera "sorella minore" nel complesso dell'eredità medievale galiziana. Ma, anche se la narrativa galiziano-portoghese medievale non raggiunge i momenti di splendore della lirica, è pur vero che una quantità di testi testimonia una perfetta relazione sia con le correnti dominanti all'epoca in Europa che la presenza di un normale sviluppo della lingua (troncato da circostanze storico-sociali concomitanti verso la fine del Medioevo). Pertanto, è necessario porre in rilievo la rivalutazione che la critica attuale fa di quell'importante lascito che è la prosa galiziana (o galiziano-portoghese) medievale.
Alcuni studiosi medievali fanno una classificazione cronologica in due periodi:
- galiziano-portoghese (XIII e XIV secolo) e
- prosa galiziana e prosa portoghese (XV secolo).

## Classificazione tematica

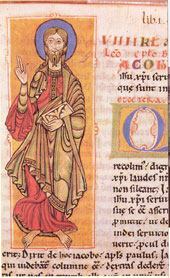
Codex calixtinus in lingua galiziana

Convenzionalmente, si classifica la prosa medievale galiziana in tre ambiti generici: agiografia, storiografia, e narrativa fantastica. In nessuno dei tre casi si tratta di creazione originale in lingua galiziana, bensì di traduzioni o versioni più o meno fedeli all'originale.

### Agiografia
L'obiettivo della letteratura agiografica è registrare la vita esemplare e i miracoli compiuti dai santi, con l'intento di glorificali e porli come modelli di comportamento per i lettori.
Il protagonista della prosa agiografica in galiziano è l'Apostolo Santiago (San Giacomo). Il testo fondamentale è Miragres de Santiago, versione ridotta del Liber Sancti Iacobi o Codex calixtinus, conservato in un codice frammentario del primo terzo del XV secolo.

### Romanzo fantastico
Derivato dal roman francese sorto nella seconda metà del XII secolo, la prosa fantastica medievale in galiziano ha due tematiche principali:

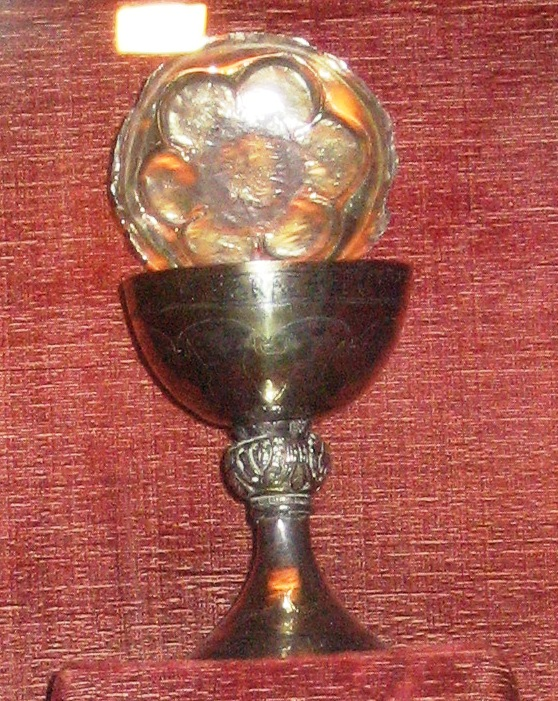
Il graal, tema della materia di Bretagna

- Il Ciclo Bretone o Materia di Bretagna: testi che hanno per tema Re Artù e i cavalieri della Tavola rotonda. Notevole è un frammento di un Livro de Tristán, del terzo quarto del XIV secolo, importante perché riguarda la traduzione di un ciclo testuale di cui non si conserva nessuna testimonianza nel resto delle letterature peninsulari. Inoltre, si conservano testi relativi alla cosiddetta Vulgata incentrata intorno alle vicende del Graal; abbiamo così versioni della prima e terza parte della medesima – il Libro de Xosé de Arimatea (Libro di Giuseppe d'Arimatea) e la Demanda do Santo Graal (Ricerca del Santo Graal) – oltre ad alcuni piccoli frammenti della seconda parte, il Merlín.

- Il Ciclo troiano o classico: Testi incentrati sul mondo classico greco-romano, soprattutto la storia di Troia. Il più rappresentativo è la Crónica troiana, versione in gallego del "Roman de Troie", commissionata dal conte Fernán Pérez de Andrade a partire da una traduzione in castigliano e portata a termine nel 1373 (si stima, pertanto, sia probabile l'esistenza di una versione in galiziano precedente a quella in castigliano). La Crónica troiana è la prima grande opera fantastica in galiziano (benché sia solo una traduzione dal castigliano) in cui si narra la distruzione di Troia partendo dai testi classici.

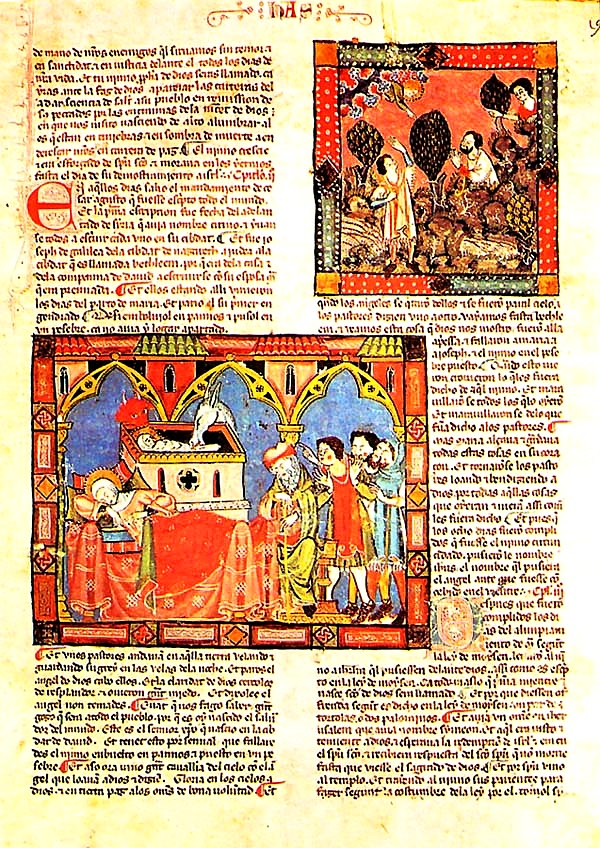
La Grande e General Historia tradotta in galiziano

### Storiografia
Le origini della storiografia galiziana sono, ovviamente, relazionati ad Alfonso X, il quale sebbene avesse scommesso sul castigliano come lingua di cultura, favorì comunque la traduzione di vari testi in altre lingue peninsulari.
Della fine del XIII secolo è una traduzione in galiziano di una Crónica de Castela, preceduta da una genealogia reale navarrese, conosciuta come Liber Regum comprensiva di un sunto del regno di Ferdinando III e suoi successori, e altri testi minori. Il testo risultante è conosciuto come "Cronaca galiziana di León e Castiglia". Si tratta di uno dei testi in prosa più arcaici che si conoscano a cui attingeranno importanti testi portoghesi come la Cronica geral de 1344 e, soprattutto, la Crónica de 1404 (data della sua stesura definitiva), uno dei pochi testi in prosa scritti originariamente in lingua galiziana (benché conservi inizialmente tratti originali in castigliano).
Si conserva anche una traduzione incompleta della General Estoria alfonsina e una Crónica de Santa María de Iria (1468), traduzione di due fonti latine.

### Miscellanea

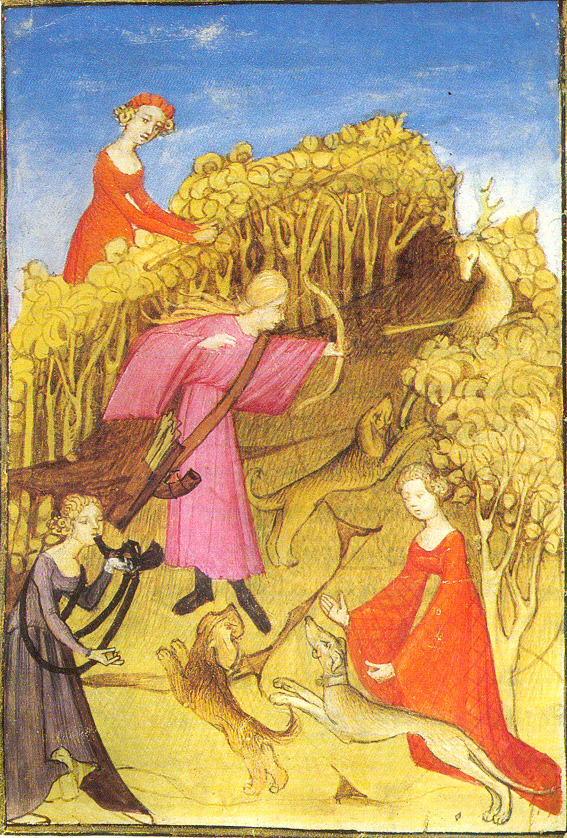
Il Livro da Montaria tratta l'argomento della caccia grossa

Infine, possiamo aggiungere molta prosa inerente a documenti notarili (testamenti, lasciti,...), giuridici (Flores de Dereito, traduzioni delle Partidas di Alfonso X, Ordenamento de Alcalá de Henares,...) e altri scritti come il Tratado de Alveitaria, Livro da Montaria, Livro dos cabaleiros cambeadores de Santiago, ecc.
Quindi, tutto ciò dimostra la presenza e lo sviluppo di una letteratura galiziano-portoghese in prosa per tutto il periodo medievale, rendendo necessario perciò effettuare un'analisi dettagliata. Sia alcuni testi di valore letterario che di altri storico-linguistico risultano fondamentali nell'ambito di una prospettiva diacronica della letteratura galiziana.